# Amarpur (Panchthar)
Amarpur (nepalski: अमरपुर) – gaun wikas samiti we wschodniej części Nepalu w strefie Meći w dystrykcie Panchthar. Według nepalskiego spisu powszechnego z 2001 roku liczył on 1375 gospodarstw domowych i 7743 mieszkańców (4000 kobiet i 3743 mężczyzn).